# Comuna de Kalinowo
Kalinowo (polaco: Gmina Kalinowo) é uma gminy (comuna) na Polónia, na voivodia de Vármia-Masúria e no condado de Ełcki. A sede do condado é a cidade de Kalinowo.
De acordo com os censos de 2004, a comuna tem 7047 habitantes, com uma densidade 24,7 hab/km².

## Área
Estende-se por uma área de 285,17 km², incluindo:
- área agricola: 68%
- área florestal: 18%

## Demografia
Dados de 30 de Junho 2004:
|                      | Total   | Total | Mulheres | Mulheres | Homens  | Homens |
| -------------------- | ------- | ----- | -------- | -------- | ------- | ------ |
|                      | pessoas | %     | pessoas  | %        | pessoas | %      |
| População            | 7047    | 100   | 3423     | 48,6     | 3624    | 51,4   |
| Densidade (pop./km²) | 24,7    | 100   | 12       | 12       | 12,7    | 12,7   |

De acordo com dados de 2002, o rendimento médio per capita ascendia a 1406,09 zł.

## Subdivisões
- Borzymy, Czyńcze, Długie, Dorsze, Dudki, Ginie, Golubie, Golubka, Grądzkie, Iwaśki, Jędrzejki, Kalinowo, Krzyżewo, Kucze, Kulesze, Laski Małe, Laski Wielkie, Lisewo, Łoje, Makosieje, Marcinowo, Mazurowo, Maże, Milewo, Piętki, Pisanica, Prawdziska, Romanowo, Romoty, Skomętno, Skrzypki, Stacze, Stożne, Sypitki, Szczudły, Turowo, Wierzbowo, Wysokie, Zaborowo, Zanie, Zocie.

## Comunas vizinhas
- Augustów, Bargłów Kościelny, Ełk, Olecko, Prostki, Raczki, Rajgród, Wieliczki